# Athetis melanosema
Athetis melanosema là một loài bướm đêm trong họ Noctuidae.